# MorbusDown
MorbusDown ist eine 1995 gegründete deutsche Punkrock-, Groove- und Thrash-Metal-Band aus Kiel.

## Geschichte
Die Band wurde 1995 ursprünglich als reine Punkband mit dem Namen Mindthrill gegründet und 1997 in MorbusDown umbenannt. Im Mai 1997 wurde das erste Demoband „Wenn der Himmel dunkel wird“ herausgegeben. Ab 1998 spielten MorbusDown auch vor öffentlichem Publikum, vor allem in verschiedenen kleineren Jugendclubs in der näheren Umgebung von Kiel.
Ein Jahr später wurde die erste Demo-CD „Opfer einer neuen Zeit“ im Jugendtreff Elmschenhagen aufgenommen. Im Oktober 1999 fand die erste CD-Release-Party zusammen mit der Band Home statt.
Nachdem Gründungsmitglied Axel Klempin im April 2001 die Band verlassen hatte, wurde im November 2001 ein Abschiedskonzert zusammen mit den Bands Bonehouse und Abgelehnt gespielt. Da dieser Auftritt erfolgreich war, wurde beschlossen, die Band nicht wie ursprünglich geplant aufzulösen, sondern weiterzumachen.
MorbusDown sind mit dem Song „Nur ein Nationalsozialist“ auf zwei „Rock gegen Rechts“-Samplern vertreten, die von der Stadt Kiel und dem Kreis Dithmarschen als Offensive gegen die NPD-CDs auf Schulhöfen verteilt wurde.

## Diskographie

### Demos
- 1997: Wenn der Himmel dunkel wird
- 1999: Opfer einer neuen Zeit
- 2003: Gesellschaft im Fadenkreuz

### Alben
- 2005: Stumm
- 2008: Einundzwanzig
- 2015: hazaña humana

### EPs
- 2006: Discountplatte
- 2012: Zündholz